# Белотински планини
Белотинските планини (на гръцки: Λευκογείων Βουνά, Левкогион Вуна) е гранична планина между България и Гърция, част от Рило-Родопския масив.

## Описание
Това е група от малки върхове, като цяло без име в северната част на Драмско и южната на Неврокопско. Простира се между гранична пирамида № 141 (760 m) на изток и пирамида № 130 (710 m) на запад. Името Белотински планини е по името на село Белотинци (Левкогия, 600 m). Белотинските планини на запад граничат със Стъргач през седловината Митницата, а на запад с Бесленския рид. На север е Гоцеделчевската котловина, а на юг Белотинската котловина.
В България е смятана за част от Бесленския рид. В 2013 година Асен Асенов предлага планината (с Бесленския рид) да бъде наречена Перица планина по името на изселеното село Перица в североизточното ѝ подножие.
Скалите на планината са гнайси.
Изкачването до върха може да стане от граничния пункт Илинден – Ексохи (гранична пирамида № 133, 710 m) за около 1 час.

## Върхове
| Име                       | Име                              | Височина | Местоположение                  |
| ------------------------- | -------------------------------- | -------- | ------------------------------- |
| Перперика, Тобрук, Догрук | Τομπρούκ, Ντογρούκ               | 895 m    | Пирамида № 134                  |
| Картал, Карталтепе        | Αετός, Καρτάλ, Καρτάλ Λόφος/Τεπέ | 854 m    | С от Махаледжик (Ано Милоревма) |
| Камено                    | Καμένο, Παλιά Αμπέλια            | 793 m    | С от Белотинци (Аспрогия)       |
| Каябаир, Кая              | Πέτρα, Καγιά, Καγιά/Καγιάρ Μπαΐρ | 874 m    | Пирамида № 135                  |
| Печуца, Перица            | Πετρούτσα, Πετρίτσα              | 860 m    | Пирамида № 138                  |